# Diecezja kamieniecka

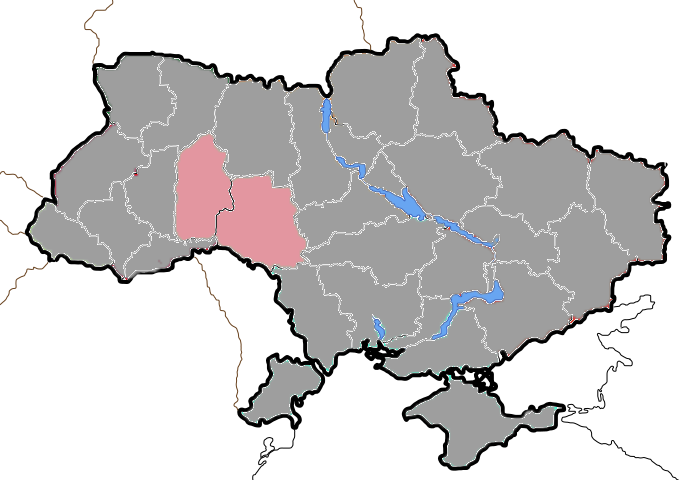
Diecezja na mapie Ukrainy

Diecezja kamieniecka (łac. Dioecesis Camenecensis) – diecezja rzymskokatolicka na Ukrainie. Wchodzi w skład metropolii lwowskiej.

## Historia
- ok. 1375 – papież Urban VI z inicjatywy Ludwika Węgierskiego erygował diecezję w Kamieńcu Podolskim, która została podporządkowana metropolii halickiej. Granice diecezji pokrywały się z granicami województwa podolskiego.
- 1412 – diecezja kamieniecka została podporządkowana metropolii lwowskiej (do 1798 r.).
- 1772 – diecezja liczyła 59 parafii zgrupowanych w 6 dekanatach: czarnokozinieckim, dunajowieckim, jazłowieckim, międzyborskim, satanowskim, szarogrodzkim. Na terenie diecezji znajdowało się 87 świątyń rzymskokatolickich (w tym 23 zakonnych męskich i 2 zakonnych żeńskich), a oprócz tego kaplice domowe z uprawnieniami odprawiania mszy.
- 1795 – Katarzyna II zniosła diecezję kamieniecką
- 1798 – car Paweł I przywrócił diecezję i poddał biskupstwo kamienieckie pod zwierzchnictwo metropolii mohylowskiej
- 1866 – zniesienie diecezji kamienieckiej przez władze carskie. W latach 1867–1918 była administrowana przez biskupów łuckich i łucko-żytomierskich.
- 22 września 1918 – papież Benedykt XV reaktywował diecezję kamieniecką.
- 30 listopada 1918 – Piotr Mańkowski przyjmuje w Krakowie z rąk abp. Adama Stefana Sapiehy sakrę biskupią.
- 26 sierpnia 1919 – bp Piotr Mańkowski objął rządy w diecezji kamienieckiej przez prokurację ks. kan. Kazimierza Nosalewskiego.
- 8 grudnia 1919 – uroczysty ingres bp. Piotra Mańkowskiego do katedry w Kamieńcu Podolskim.
- 14 listopada 1920 – biskup Piotr Mańkowski został zmuszony do opuszczenia Kamieńca Podolskiego i udał się na wygnanie – z początku przebywał w Buczaczu, a następnie we Włodzimierzu Wołyńskim w diecezji łuckiej. Spora liczba księży diecezji kamienieckiej pracowała w okresie międzywojennym w diecezji łuckiej.
- 2 września 1922 – duchowni – ks. Władysław Dworzecki, ks. Feliks Lubczyński, ks. Antoni Niedzielski, ks. Walerian Szymański i ks. Ryszard Szyszko-Bohusz – zostali skazani przez Trybunał Rewolucyjny w Kamieńcu Podolskim na śmierć za sprzeciwianie się konfiskacie mienia kościelnego i zdradę stanu. Wyrok zamieniono później na karę więzienia, skąd skazańcy zostali wykupieni przez wiernych.
- 9 lutego 1926 – biskup Piotr Mańkowski z rezygnował z biskupstwa kamienieckiego. Administratorem apostolskim diecezji został ks. Jan Świderski (31 marca 1926).
- 8 kwietnia 1933 – zmarł nagle abp Piotr Mańkowski. Pochowany został w podziemiach katedry łuckiej.
- 16 stycznia 1991 – papież Jan Paweł II odnowił diecezję kamieniecką i mianował jej ordynariusza w osobie bp. Jana Olszańskiego[1]. Od tegoż roku powszechnie używana jest również nazwa: diecezja kamieniecko-podolska, którą na zasadzie uzusu należy zaakceptować niezależnie od kryterium poprawnościowego[2]
- 10 czerwca 1995 – w katedrze kamienieckiej odbyły się święcenia biskupie biskupa pomocniczego diecezji ks. Stanisława Padewskiego, kapłana z zakonu kapucyńskiego. Był nim do 10 października 1998, kiedy przeszedł na bp. pomocniczego do Lwowa, późniejszego ordynariusza diecezji charkowsko-zaporoskiej (2002-2009).
- 7 kwietnia 1998 – papież Jan Paweł II mianował o. Leona Dubrawskiego z zakonu franciszkańskiego (bernardyn) biskupem pomocniczym w Kamieńcu Podolskim.
- 28 czerwca 1998 – święcenia biskupie Leona Dubrawskiego – sakry udzielił mu nuncjusz apostolski na Ukrainie abp Antonio Franco.
- 4 maja 2002 – bp Jan Olszański przeszedł na emeryturę, nowym ordynariuszem został mianowany bp Leon Dubrawski.
- 3 lipca 2002 – ingres do katedry w Kamieńcu Podolskim bp. Leona Dubrawskiego.
- 26 kwietnia-4 lipca 2007 – nawiedzenie diecezji kamienieckiej przez kopię cudownego obrazu Matki Bożej Latyczowskiej.

## Seminarium duchowne
Wyższe Seminarium Duchowne Ducha Świętego Diecezji Kamieniej
(ukr. Вища Духовна Семінарія Святого Духа Кам’янець-Подільської Римо-Католицької Єпархії, філіал Богословського Факультету Латеранського Університету і Римі).
(łac. Seminarium Maius sub tit. Sancti Spiritus Romano-Catholicae Dioecesis Camenecensis filia Pontificiae Universitatis Lateranensis, Ucraina).
- rektor: ks. dr Wiaczeslaw Gromnicki
- adres seminarium: Україна, 32000, обл. Хмельницька, м. Городок, пров. Кс. Ванагса, 14

## Dane statystyczne
1914 – 101 parafii, 9 filii, 88 kaplic oraz 123 kapłanów na ok. 303 tys. wiernych.
W latach 1991–2002 diecezja kamieniecka obejmowała następujące obwody: obwód chersoński, obwód chmielnicki, obwód dniepropetrowski, obwód doniecki, obwód kirowogradzki, obwód mikołajowski, obwód odeski, obwód winnicki, obwód zaporoski i Republika Autonomiczna Krymu.
Obecnie jurysdykcja diecezji kamienieckiej obejmuje struktury Kościoła rzymskokatolickiego w obwodach chmielnickim i winnickim.
Obecnie obszar diecezji wynosi 47 158 km² (20 645 km² – obwód chmielnicki, 26 513 km² – obwód winnicki), a zamieszkuje go 3 058 953 osób (1 367 892 – obwód chmielnicki, 1 691 061 – obwód winnicki). Na terenie diecezji znajdują się 192 parafie, w których łącznie pracuje 155 księży (dane z 2005).

## Biskupi

### Biskupi ordynariusze
- 1716–1721 – Stefan Rupniewski
- 1722–1733 – Stanisław Józef Hozjusz
- 1733–1735 – Adam Augustyn Wessel
- 1736–1739 – Franciszek Antoni Kobielski
- 1739–1742 – Wacław Hieronim Sierakowski
- 1742–1757 – Mikołaj Dembowski
- 1759–1795 – Adam Stanisław Krasiński
- 1795–1809 – Jan Dembowski
- 1815–1842 – Franciszek Mackiewicz
- 1853–1855 – Mikołaj Górski
- 1860–1871 – Antoni Fijałkowski
- 1918–1926 – Piotr Mańkowski
- 1991–2002 – Jan Olszański
- 2002–2025 – Leon Dubrawski
- od 2025 – Edward Kawa

### Administratorzy apostolscy
- 1872–1874 – Ludwik Bartłomiej Brynk
- 1883–1891 – Szymon Marcin Kozłowski
- 1897–1898 – Cyryl Lubowidzki
- 1899–1901 – Bolesław Hieronim Kłopotowski
- 1901–1911 – Karol Antoni Niedziałkowski
- 1916–1918 – Ignacy Dub-Dubowski
- 1926–1930 – Jan Świderski

### Biskupi pomocniczy
- 1723–1724 – Michał Delamars
- 1726 – Mikołaj Ignacy Wyżycki
- 1730 – przed 1779 – Adam Woyna Orański
- 1778–1795 – Jan Ignacy Dłuski
- 1858–1860 – Antoni Fijałkowski
- 1995–1998 – Stanisław Padewski OFM Cap.
- 1998–2002 – Leon Dubrawski OFM
- 2006–2020 Jan Niemiec
- od 2013 – Radosław Zmitrowicz

## Święci i Słudzy Boży związani z diecezją kamieniecką
- bł. Jan Beyzym
- św. Albert Chmielowski
- Sługa Boży ks. Stanisław Szulmiński SAC

## „Credo” – katolickie czasopismo społeczno-religijne
- Redaktor naczelny: ks. Mykoła Myszowśkyj
- Kolegium redakcyjne: Julia Zawadśka (zastępca redaktora naczelnego), Ołeksandr Pawłowśkyj (skład), Oksana Oszowśka (korekta), s. Julija Czernij (kolportaż)
- Adres: 31500 смт. Летичів, вул. 50-річчя Жовтня, 10
- http://www.credo-ua.org

## Literatura
Na temat dziejów diecezji kamienieckiej zob. m.in.:
- Władysław Abraham, Założenie biskupstwa łacińskiego w Kamieńcu Podolskim, [w:] „Księga pamiątkowa ku czci 250-tej rocznicy założenia Uniwersytetu Lwowskiego przez króla Jana Kazimierza w 1661 r.”, t. 1, Lwów 1912, s. 3-39.
- Wojciech Jerzy Górczyk, Diecezja kamieniecka w drugiej połowie XVIII w. Czasy pontyfikatu biskupa Adama Stanisława Krasińskiego, „Nasza Przeszłość. Studia z dziejów Kościoła i kultury katolickiej w Polsce”, 130, 2018, s. 75-114.
- Kalendarium Liturgicum in Usum Dioecesis Camenecensis Iussu et Autoritate Excellentissimi Illustrissimi ac Reverendissimi Domini Domini Petri Mańkowski dei Miseratione et S. Sedis Apostolicae Gratia Episcopi Camenecensis A. D. 1923. Premisliae, 1922.
- Jerzy Flaga, Bractwa religijne w diecezji kamienieckiej w połowie XVIII wieku, w: Religia, edukacja, kultura. Księga Pamiątkowa dedykowana Profesorowi Stanisławowi Litakowi, pod red. Mariana Surdackiego, Lublin 2002, s. 613-623.
- Ks. Bolesław Kumor, Diecezja kamieniecka, [w:] Encyklopedia katolicka, t. 8, Lublin 2000, s. szp. 452-466.
- Ks. Bolesław Kumor, Granice metropolii i diecezji polskich, „Archiwa, Biblioteki i Muzea Kościelne”, t. 19, Lublin 1969, s. 340-344, t. 20, Lublin 1970, s. 289-293.
- Ks. Bolesław Kumor, Kasata diecezji kamienieckiej na Podolu w 1866 r., [w:] „Studia Catholica Podoliae” t. 1, Gródek – Kamieniec Podolski 2002, s. 212-216.
- J. Mucha, Organizacja diecezji kamienieckiej do 1795 r., „Roczniki Teologiczno-Kanoniczne”, t. 30, z. 4, Lublin 1983, s. 61-284.
- Ks. Piotr Nitecki, Biskupi Kościoła w Polsce w latach 965-1999. Słownik biograficzny, Warszawa 2000, passim.
- Pasterz i Twierdza. Księga jubileuszowa dedykowana Księdzu Biskupowi Janowi Olszańskiemu ordynariuszowi diecezji w Kamieńcu Podolskim, Kraków – Kamieniec Podolski 2001.
- Jerzy T. Petrus, Dystynktorium rzymskokatolickiej kapituły katedralnej w Kamieńcu Podolskim, [w:] Parxas atque theoria. Studia ofiarowane Profesorowi Adamowi Małkiewiczowi, Kraków 2006, s. 269-286.
- W. Płoskiewicz, Z dziejów dwóch diecezji kresowych, „Przegląd Powszechny”, 168, 1925, s. 337-347.
- Krzysztof R. Prokop, Biskupi kamienieccy od średniowiecza do współczesności. Szkice biograficzne, Biały Dunajec – Ostróg 2007, passim.
- Krzysztof R. Prokop, Pozycja diecezji kamieniecko-podolskiej w «cursus honorum» biskupstw Rzeczypospolitej Obojga Narodów w XVI-XVIII wieku, [w:] Pasterz i Twierdza. Księga jubileuszowa dedykowana Księdzu Biskupowi Janowi Olszańskiemu ordynariuszowi diecezji w Kamieńcu Podolskim, Kraków – Kamieniec Podolski 2001, s. 199-205.
- Aleksander Rasszczupkin, Kamieniec Podolski. Antemurale Christianorum, Kamieniec Podolski 2006.
- Aleksander Rasszczupkin, Katedra św. Apostołów Piotra i Pawła w Kamieńcu Podolskim, Kamieniec Podolski 2003.
- Witalij Rosowski, Diecezja kamieniecko-podolska w latach 1917-1921, [w:] Pasterz i Twierdza. Księga jubileuszowa dedykowana Księdzu Biskupowi Janowi Olszańskiemu ordynariuszowi diecezji w Kamieńcu Podolskim, Kraków – Kamieniec Podolski 2001, s. 207-247.
- Witalij Rosowski, Duchowieństwo diecezji kamienieckiej w latach 1918-1926, [w:] „Studia Catholica Podoliae”, 2002 nr 1, s. 475-512.
- Witalij Rosowski, Próba restytuowania seminarium duchownego diecezji kamienieckiej (1920-1926), [w:] „Studia Catholica Podoliae” t. 5, Gródek – Kamieniec Podolski 2006, s. 659-675.
- Ks. Jan Szczepaniak, W wirze historii. Piotr Jan Mańkowski (1886-1933) – pierwszy biskup reaktywowanej diecezji kamieniecko-podolskiej, [w:] Pasterz i Twierdza. Księga jubileuszowa dedykowana Księdzu Biskupowi Janowi Olszańskiemu ordynariuszowi diecezji w Kamieńcu Podolskim, Kraków – Kamieniec Podolski 2001, s. 275-307.
- Ks. Marian Tokarzewski, Przyczynek do historii męczeństwa Kościoła rzymskokatolickiego w diecezjach kamienieckiej i łucko-żytomierskiej, oprac. i wstępem poprzedził ks. Leon Krejcza, Kraków 1995.
- Ks. Józef Wołczański, Ksiądz biskup Jan Olszański. Duszpasterz – patriota – człowiek, [w:] Pasterz i Twierdza. Księga jubileuszowa dedykowana Księdzu Biskupowi Janowi Olszańskiemu ordynariuszowi diecezji w Kamieńcu Podolskim, Kraków – Kamieniec Podolski 2001, s. 9-19.
- X.C.S., Kamieniec Podolski, bpstwo, [w:] Podręczna encyklopedia kościelna, t. XIX-XX, Warszawa 1910, s. 213-216.
- X.K.N., Kamienieckie biskupstwo, [w:] Encyklopedia kościelna X. Michała Nowodworskiego, t. 9, Warszawa 1876, s. 399-412.
- “Схематизм Кам’янець-Подільської Дієцезії”. – Кам’янець-Подільський, 2000.
- “Схематизм Кам’янець-Подільської Дієцезії”. – Кам’янець-Подільський, 2005.